# Hiéroglyphe égyptien P3
Le hiéroglyphe égyptien P3 (barque sacrée) est classifiée dans la section P « Bateaux et parties de bateaux » de la liste de Gardiner ; cet hiéroglyphe est noté P3.

## Représentation
Il représente une barque sacré (d'apparence très différente selon la barque qu'il détermine) naviguant sur un plan d'eau N39.
Il est translittéré wjȝ.

## Utilisation
| w | i | A | P3 | / | P3 |

| w | i | A | P3 | / | P3 |

C'est un déterminatif des termes désignant une barque sacrée et de l'action de naviguer quand il s'agit de voyage sacré.
| G7A |

| G7A |

| G10 |

| G10 |

| G10 |

| G10 |

## Exemples de mots
| m | V26 | {vertical) | t · P3 |

| m | V26 | {vertical) | t · P3 |

| n · S | m | t | P3 |

| n · S | m | t | P3 |

| U28 | A | P3 |

| U28 | A | P3 |